# مروحية 66
مروحية 66 هي طائرة مروحية تابعة للبحرية الأمريكية من طراز سيكورسكي سي كينغ استخدمت خلال أواخر الستينيات لاستعادة رواد الفضاء خلال خمس بعثات من برنامج أبولو. أطلق عليها «واحدة من أشهر الطائرات المروحية في التاريخ أو الأكثر شهرة على الأقل»، وكانت موضوعًا لأغنية عام 1969 لمانويلا، وتم تحويلها إلى نموذج صلب بواسطة شركة ألعاب ديكي تويز. إضافة إلى عملها في دعم وكالة ناسا، قامت مروحية 66 أيضًا بنقل شاه إيران خلال زيارته عام 1973 إلى حاملة الطائرات يو إس إس كيتي هوك.
سٌلمت الطائرة 66 إلى البحرية الأمريكية في عام 1967 وشكلت جزءًا من مخزون السرب الرابع لطائرات الهليكوبتر المضادة للغواصات التابعة للبحرية الأمريكية ‏ طوال فترة خدمتها النشطة. كان دونالد س جونز من بين طياريها خلال هذه الفترة والذي سيواصل قيادة الأسطول الأمريكي الثالث. في العام 1975 تحطمت طائرة في المحيط الهادئ خلال تمرين تدريبي وفي وقت لاحق أعيد ترقيمها إلى مروحية 740. في وقت تحطمها كانت قد سجلت أكثر من 3200 ساعة من الخدمة.

## التصميم

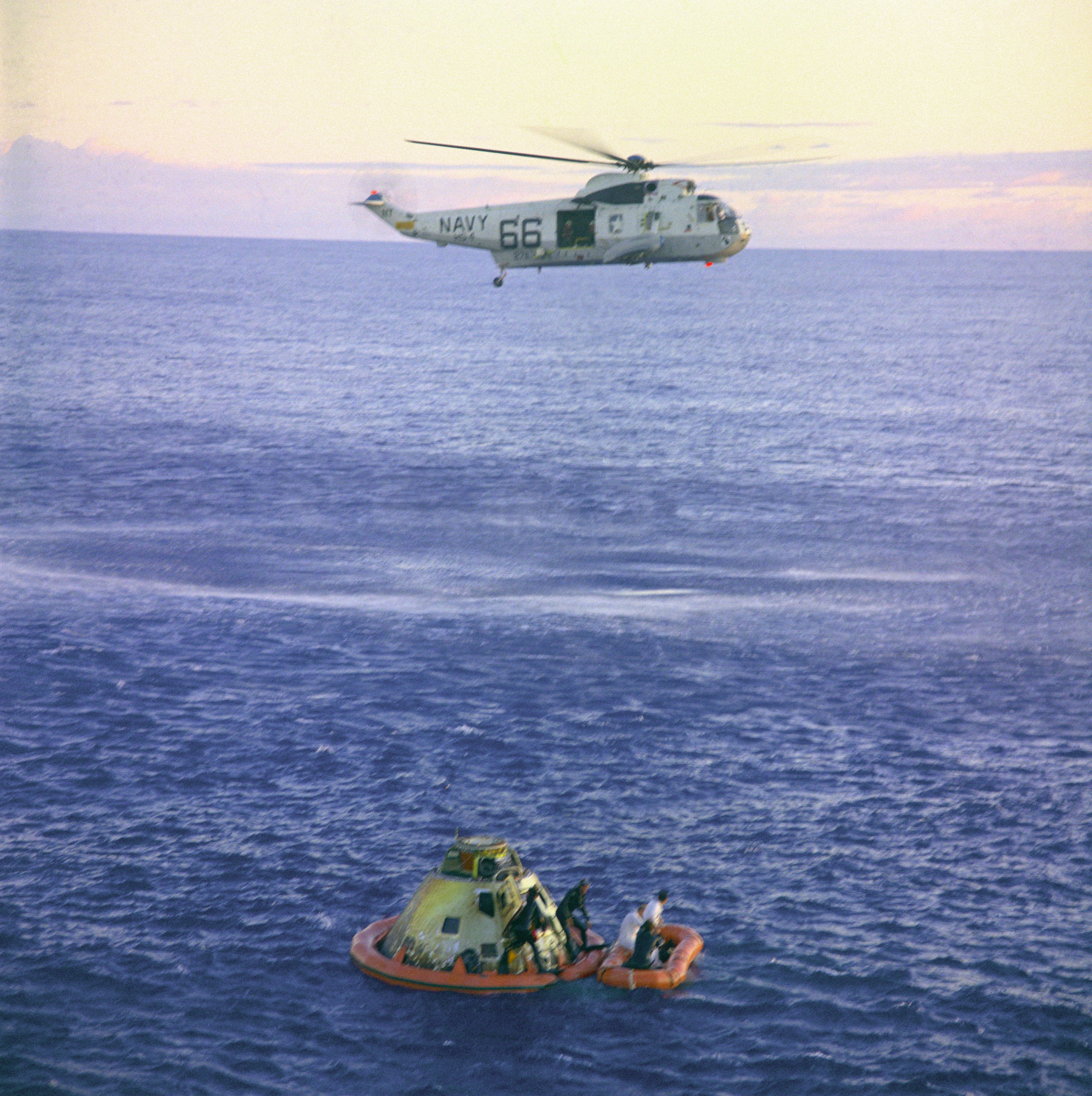
صورة لطائرة هليكوبتر 66 أثناء انتشال بعثة أبولو 10 في عام 1969

كانت المروحية 66 من طراز إس أتش-3دي سي كينغ. صمم نموذج السي كينغ للحرب المضادة للغواصات وشٌكلت عادة لحمل طاقم من أربعة وحتى ثلاثة ركاب. مدعومة بمحركين جنرال إلكتريك تي 58-جي إي-10 ذو العمود التوربيني بقوة تصل إلى 1,400 حصان (1,000 كـو) لكل واحد، وكان للمروحية من طراز إس أتش-3دي إس سرعة جوية قصوى تبلغ 120 عقدة (220 كم/س؛ 140 ميل/س) وتتحمل مهمة بمتوسط 4.5 ساعة. كان الحد الأقصى للوزن المسموح به هو 20,500 رطل (9,300 كـغ) مع القدرة على حمل حمولة خارجية تصل إلى 6,000 رطل (2,700 كـغ).
أثناء مهمات الحرب المضادة للغواصات كانت المروحية من طراز إس أتش-3دي سي كينغ مسلحًة عادةً بطوربيدات مارك 46/44.

## التاريخ

### التاريخ المبكر ومهمات أبولو
سلمت الهليكوبتر 66 إلى البحرية الأمريكية في 4 مارس 1967، وفي عام 1968 أضيفت إلى مخزون السرب الرابع من طائرات الهليكوبتر المضادة للغواصات التابعة للبحرية الأمريكية. كان رقم ذيلها الأصلي إن تي-66/2711.
فٌعل السرب الرابع - «الفرسان السود» في 30 يونيو 1952 - وكان أول سرب طائرات هليكوبتر حربي مضاد للغواصات تابع للبحرية الأمريكية يتم نشره على متن حاملة طائرات عندما كان يعمل في عام 1953 من حاملة الطائرات يو إس إس رندوفا. بدأ في استخدام مروحية إس أتش-3دي سي كينغ في عام 1968 والانتقال من طراز سي إتش-3 أي. في ذلك العام أسندت مهام السرب إلى مجموعة كاريير المضادة للغواصات الجوية 59 ونشر على متن حاملة الطائرات يو إس إس يوركتاون في بحر اليابان ردًا على الاستيلاء على حاملة الطائرات يو إس إس بيوبلو من قبل بحرية كوريا الشعبية. في وقت لاحق من ذلك العام كلفت حاملة الطائرات يوركتاون - والسرب الرابع - بدعم الإدارة الوطنية للملاحة الجوية والفضاء (ناسا) في استعادة رواد الفضاء العائدين.

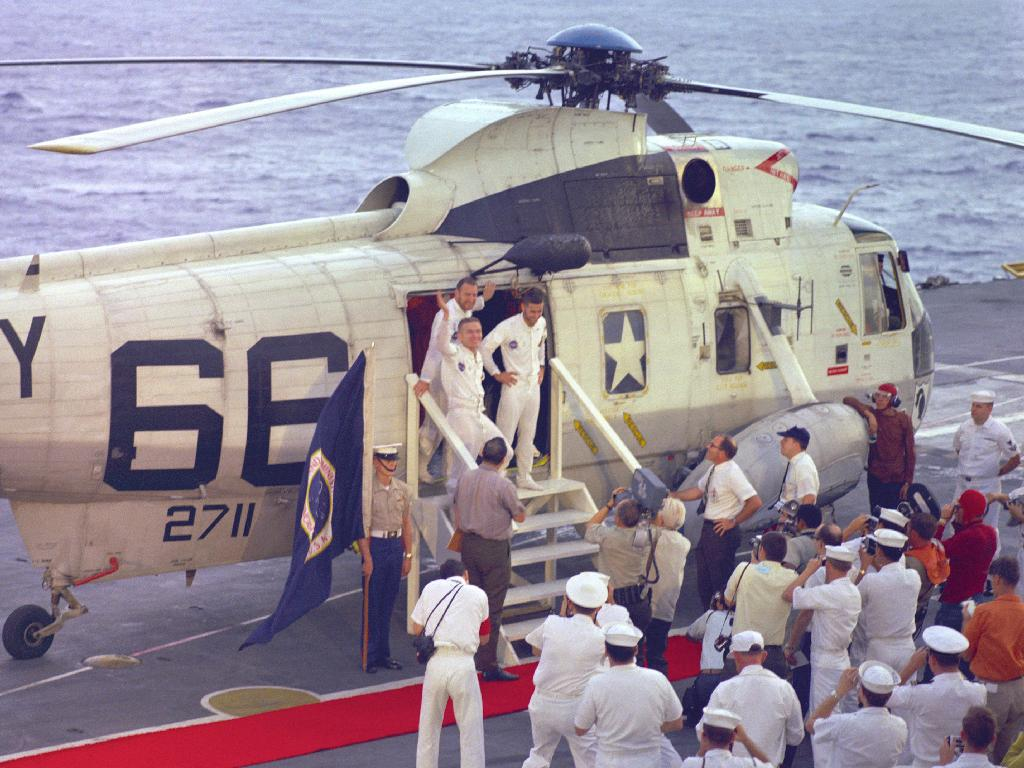
طاقم أبولو 8 ينزل من مروحية 66 على متن حاملة الطائرات يو إس إس يوركتاون بعد عودتهم إلى الأرض في عام 1968

خلال بعثات أبولو 8 وأبولو 10 وأبولو 11 كانت طائرة الهليكوبتر 66 هي مركبة الاسترداد الأساسية التي رفعت رواد الفضاء العائدين من وحدات قيادة المركبة الفضائية. ونتيجة لذلك ظهرت بشكل بارز في التغطية الإخبارية التلفزيونية والتصوير الفوتوغرافي الثابت محققة - على حد تعبير مؤرخ الفضاء دواين إيه داي - مكانة «واحدة من أشهر طائرات الهليكوبتر أو على الأقل الأكثر شهرة في التاريخ». قام القائد دونالد س. جونز، الذي سيقود لاحقًا الأسطول الثالث للولايات المتحدة، بقيادة طائرة الهليكوبتر 66 خلال مهمتها الأولى لاستعادة رواد الفضاء بعد أبولو 8 ومرة أخرى أثناء استعادة وحدة القيادة كولومبيا لبعثة أبولو 11.
بعد مهمة أبولو 11 تحولت البحرية إلى نظام تسمية مكون من ثلاثة أرقام وتم إعادة تصنيف مروحية 66 بطائرة هليكوبتر 740. واعترافًا بالشهرة التي حققتها مروحية 66 بدأت البحرية إعادة طلاء مروحية 740 على أنها مروحية 66 لمهام الاسترداد اللاحقة التي شاركت فيها،أبولو 12 وأبولو 13، مع إعادة طلائها على أنها مروحية 740 في نهاية كل مهمة. خلال فترة استخدامها لاستعادة رواد الفضاء حملت الهليكوبتر 66 علامات النصر على جسم الطائرة حيث تظهر صورة ظلية للكبسولة الفضائية مع إضافة واحد لكل عملية استرداد شاركت فيها. من أجل استعادة رواد فضاء أبولو 11 تم تزيين الجانب السفلي من جسم الطائرة بكلمات «هيل، كولومبيا».

#### قائمة رحلات طائرات الهليكوبتر 66 لإسترداد بعثات أبولو
| البعثة   | تاريخ الرحلة   | السفينة الأم      | الطيار         | المرجع       |
| -------- | -------------- | ----------------- | -------------- | ------------ |
| أبولو 8  | 27 ديسمبر 1968 | يو إس إس يوركتاون | دونالد س. جونز | [ 1 ] [ 12 ] |
| أبولو 10 | 26 مايو 1969   | يو إس إس برينستون | تشاك بي سمايلي | [ 1 ]        |
| أبولو 11 | 24 يوليو 1969  | يو إس إس هورنيت   | دونالد س. جونز | [ 1 ]        |
| أبولو 12 | 24 نوفمبر 1969 | يو إس إس هورنيت   | وارن إي أوت    | [ 1 ]        |
| أبولو 13 | 17 أبريل 1970  | يو إس إس إيو جيما | تشاك بي سمايلي | [ 1 ]        |

### التاريخ اللاحق والتحطم
من 1970 إلى 1972 أطلق سرب طائرات الهليكوبتر الرابع وطائرة الهليكوبتر 66 على متن السفينة يو إس إس تيكونديروجا سي في إس 14 وبحلول عام 1973 تم إطلاق سرب طائرات الهليكوبتر الرابع وطائرة الهليكوبتر 66 معها من على متن يو إس إس كيتي هوك. في ذلك العام نقلت الهليكوبتر 66 شاه إيران محمد رضا بهلوي إلى حاملة الطائرات كيتي هوك للقيام بزيارة على متن السفينة أثناء عبورها المحيط الهندي.
في تمام الساعة 7:00 مساءا بتاريخ 4 يونيو 1975 غادرت طائرة الهيلوكبتر 66، التي أعيد ترقيمها إلى "740"، منشأة نافال أوتلاينغ فيلد إمبريال بيتش بالقرب من سان دييغو بكاليفورنيا في طريقها إلى منطقة التدريب البحرية التابعة للبحرية الأمريكية لإجراء تمرين تدريبي مضاد للغواصات ليلا لمدة ثلاث ساعات. خلال العملية تحطمت المروحية التي كانت تقل طاقم كامل مكون من أربعة أفراد. وعلى الرغم من أن خفر السواحل الأمريكي أنقذ الطاقم إلا أن الطيار ليو روليك أصيب بجروح خطيرة وتوفي لاحقًا متأثرًا بالجروح التي أصيب بها في الحادث. السبب الدقيق وراء تحطم المروحية 66 غير معروف، وحتى عام 2017 لا يزال تقرير حادثة البحرية الأمريكية سريًا. في وقت لاحق غرق جسم الطائرة المكسور على عمق 800 قامة (1,500 م) تحت سطح الماء. كانت المروحية 66 في وقت تحطمها قد طارت 3245.2 ساعة طيران منذ دخولها الخدمة و 183.6 ساعة منذ آخر إصلاح لها.
لازالت المروحية الغارقة ملكًا للبحرية الأمريكية ولم تتحقق جهود عام 2004 من قبل شركات خاصة لاستعادتها من أجل الحفاظ عليها.

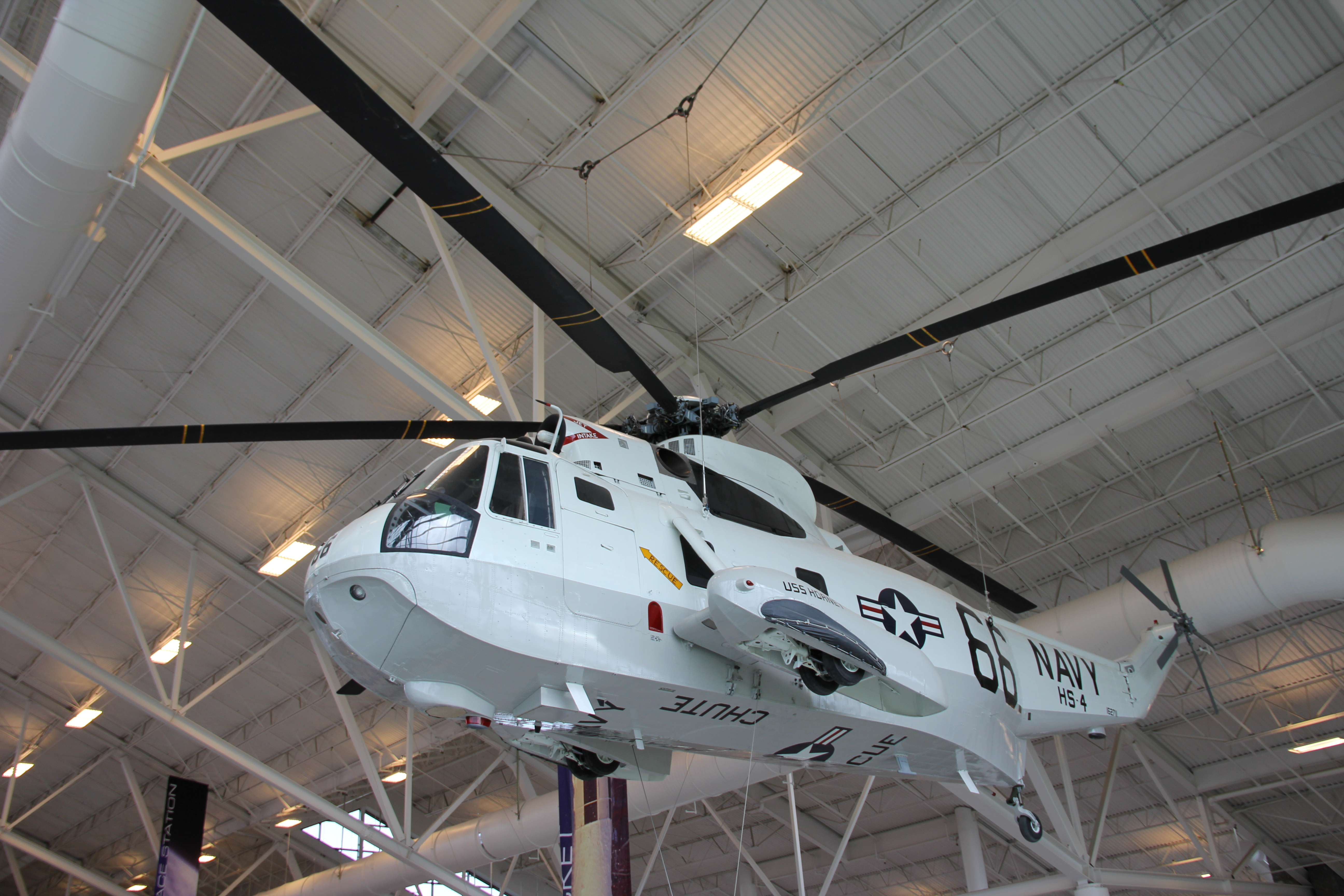
مروحية سيكورسكي سي كينغ مطلية بطلاء مروحية طراز 66 مملوكة من قبل المتحف الوطني للطيران البحري ، معروضة في متحف الفضاء والطيران البحري في عام 2011

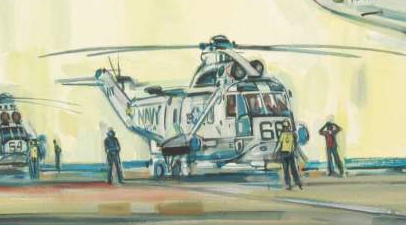
جزء من لوحة لمروحية الاسترداد طراز 66 عام 1969 بواسطة توم أوهارا

## أثر
كٌلف الفنان توم أوهارا برسم لوحة للمروحية 66 في عام 1969 كجزء من مبادرة فنية لوكالة ناسا. وبعد ذلك تم وضعها في عهدة المتحف الوطني للطيران والفضاء.
في سبتمبر 1969 أصدرت المغنية الألمانية مانويلا أغنية واحدة بعنوان «مروحية البحرية الأمريكية 66» (Helicopter US Navy 66) والتي تتميز بصوت دوارات طائرات الهليكوبتر. غنى هذه الأغنية في العام التالي من قبل مغنية البوب البلجيكية سامانثا وكان لها الفضل في المساعدة في بدء حياتها المهنية. في مقابلة عام 2007، استشهدت مطربة شلاجر البلجيكية لورا لين بشعبية الأغنية كأغنية ختامية في نوادي الرقص في بلجيكا في السبعينيات كمصدر إلهام لأغنيتها «جود».
وخلال أوائل السبعينيات من القرن الماضي أصدرت شركة ديكي تويز نموذجًا مصبوبا لطائرة هليكوبتر سي كينق بألوان المروحية 66. تضمن النموذج رافعة عمل يمكنها رفع لعبة كبسولة بلاستيكية.
تُعرض النسخ المقلدة لطائرة الهليكوبتر 66 في متحف إيفرجرين للطيران والفضاء في ولاية أوريغون، ومتحف يو إس إس ميدواي في سان دييغو، ومتحف يو إس إس هورنت في ألاميدا بكاليفورنيا. فيما تعد المروحية في متحف يو إس إس هورنت طائرة متقاعدة من طراز سيكورسكي سي كينج تابعة للبحرية والتي استخدمت في تصوير فيلم أبولو 13 عام 1995.

## وصلات خارجية
- مقابلة عبر المدونة الصوتية مع دوج هيل، مسؤول الصيانة السابق على المروحية 66